# Veľké Kozmálovce
Veľké Kozmálovce este o comună slovacă, aflată în districtul Levice din regiunea Nitra. Localitatea se află la altitudinea de 170 m deasupra n.m., se întinde pe o suprafață de 5,92 km2 și în 2017 număra 709 locuitori.

## Istoric
Localitatea Veľké Kozmálovce este atestată documentar din 1256.

## Demografie
| An:                | 1994 | 2004 | 2014   | 2024   |
| ------------------ | ---- | ---- | ------ | ------ |
| Număr de persoane: | 0    | 677  | 705    | 741    |
| Diferență:         |      | –    | +4,13% | +5,10% |

| An:                | 2023 | 2024   |
| ------------------ | ---- | ------ |
| Număr de persoane: | 721  | 741    |
| Diferență:         |      | +2,77% |